# Dodonaea madagascariensis
Dodonaea madagascariensis är en kinesträdsväxtart som beskrevs av Ludwig Radlkofer. Dodonaea madagascariensis ingår i släktet Dodonaea och familjen kinesträdsväxter. Inga underarter finns listade i Catalogue of Life.